# Arcidiocesi di Salta

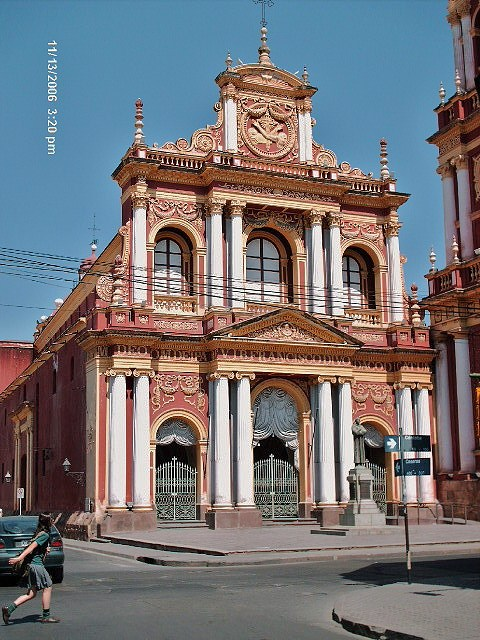
La basilica minore di San Francesco a Salta.

L'arcidiocesi di Salta (in latino Archidioecesis Saltensis) è una sede metropolitana della Chiesa cattolica in Argentina. Nel 2022 contava 930.630 battezzati su 1.035.690 abitanti. È retta dall'arcivescovo Mario Antonio Cargnello.

## Territorio
L'arcidiocesi comprende parte del dipartimento di Susques della provincia di Jujuy e quindici dipartimenti della provincia di Salta: Anta, Metán, Rosario de la Frontera, La Candelaria, Guachipas, La Viña, Chicoana, General Güemes, Capital, La Caldera, Rosario de Lerma, Cachi, La Poma, Los Andes e Cerrillos.
Sede arcivescovile è la città di Salta, dove si trova la cattedrale di Nostro Signore e della Vergine del Miracolo. Nella stessa città sorge anche la basilica minore di San Francesco.
Il territorio si estende su 92.860 km² ed è suddiviso in 67 parrocchie.

### Provincia ecclesiastica
La provincia ecclesiastica di Salta, istituita nel 1934, comprende cinque suffraganee:
- diocesi di Catamarca,
- diocesi di Jujuy,
- diocesi di Orán,
- prelatura territoriale di Cafayate,
- prelatura territoriale di Humahuaca.

## Storia
La diocesi di Salta fu eretta il 28 marzo 1806 con la bolla Regalium Principum di papa Pio VII, ricavandone parte del territorio dalla diocesi di La Plata o Charcas (oggi arcidiocesi di Sucre) e parte dalla diocesi di Tucumán (oggi arcidiocesi di Córdoba).
Nel 1812 il primo vescovo Nicolás Videla del Pino, accusato di parteggiare per la Corona spagnola, fu obbligato dal generale Manuel Belgrano ad abbandonare la città. Per quasi cinquant'anni Salta non ebbe più un suo vescovo e fu retta da un vicario apostolico e altri vicari capitolari; José Eusebio Colombres, eletto vescovo nel 1858, morì prima di essere consacrato.
Originariamente suffraganea dell'arcidiocesi di La Plata o Charcas (oggi arcidiocesi di Sucre in Bolivia), il 5 marzo 1865 entrò a far parte della provincia ecclesiastica dell'arcidiocesi di Buenos Aires.
Il 15 febbraio 1897 cedette una porzione del suo territorio a vantaggio dell'erezione della diocesi di Tucumán (oggi arcidiocesi).
Il 22 maggio 1920 acquisì dalla diocesi di Catamarca il territorio del dipartimento di Los Andes; il 2 luglio 1944 cedette alla diocesi di Catamarca il dipartimento di Antofagasta de la Sierra.
Il 20 aprile 1934 per effetto della bolla Nobilis Argentinae nationis di papa Pio XI ha ceduto un'ulteriore porzione di territorio a vantaggio dell'erezione della diocesi di Jujuy e contestualmente è stata elevata al rango di arcidiocesi metropolitana.
Il 10 aprile 1961 e l'8 settembre 1969 ha ceduto ancora porzioni di territorio a vantaggio dell'erezione rispettivamente della diocesi di Orán e della prelatura territoriale di Cafayate.
Il 21 gennaio 1972 si è ampliata, incorporando la parte del dipartimento di Susques a sud del Tropico del Capricorno dalla prelatura territoriale di Humahuaca.

## Cronotassi dei vescovi
Si omettono i periodi di sede vacante non superiori ai 2 anni o non storicamente accertati.
- Nicolás Videla del Pino † (23 marzo 1807 - 17 marzo 1819 deceduto)
  - Sede vacante (1819-1860)[5]
  - José Eusebio Colombres † (23 dicembre 1858 - 11 febbraio 1859 deceduto) (vescovo eletto)
- Buenaventura Rizo Patrón, O.F.M. † (13 luglio 1860 - 13 novembre 1884 deceduto)
  - Sede vacante (1884-1893)
- Pablo Padilla y Bárcena † (19 gennaio 1893 - 8 febbraio 1898 nominato vescovo di Tucumán)
- Matías Linares y Sanzetenea † (8 febbraio 1898 - 2 aprile 1914 deceduto)
- José Calixto Gregorio Romero y Juárez † (29 ottobre 1914 - 17 agosto 1919 deceduto)
  - Sede vacante (1919-1923)
- Julio Campero y Aráoz † (11 giugno 1923 - 22 giugno 1934 dimesso[6])
- Roberto José Tavella, S.D.B. † (20 settembre 1934 - 21 maggio 1963 deceduto)
- Carlos Mariano Pérez Eslava, S.D.B. † (26 dicembre 1963 - 7 gennaio 1984 ritirato)
- Moisés Julio Blanchoud † (7 gennaio 1984 - 6 agosto 1999 ritirato)
- Mario Antonio Cargnello, succeduto il 6 agosto 1999

## Statistiche
L'arcidiocesi nel 2022 su una popolazione di 1.035.690 persone contava 930.630 battezzati, corrispondenti all'89,9% del totale.
| anno | popolazione | popolazione | popolazione | presbiteri | presbiteri | presbiteri | presbiteri                | diaconi | religiosi | religiosi | parrocchie |
| anno | battezzati  | totale      | %           | numero     | secolari   | regolari   | battezzati per presbitero | diaconi | uomini    | donne     | parrocchie |
| ---- | ----------- | ----------- | ----------- | ---------- | ---------- | ---------- | ------------------------- | ------- | --------- | --------- | ---------- |
| 1950 | 290.000     | 300.000     | 96,7        | 124        | 42         | 82         | 2.338                     |         | 96        | 145       | 29         |
| 1964 | ?           | 350.000     | ?           | 108        | 45         | 63         | ?                         |         |           | 112       | 30         |
| 1970 | 320.000     | 376.000     | 85,1        | 114        | 44         | 70         | 2.807                     |         | 81        | 115       | 33         |
| 1976 | 307.722     | 364.680     | 84,4        | 100        | 40         | 60         | 3.077                     |         | 70        | 80        | 37         |
| 1980 | 355.000     | 417.000     | 85,1        | 75         | 35         | 40         | 4.733                     | 1       | 43        | 91        | 35         |
| 1990 | 645.200     | 715.000     | 90,2        | 84         | 52         | 32         | 7.680                     | 8       | 48        | 105       | 40         |
| 1999 | 687.000     | 791.000     | 86,9        | 109        | 81         | 28         | 6.302                     | 7       | 72        | 84        | 49         |
| 2000 | 685.513     | 791.000     | 86,7        | 116        | 83         | 33         | 5.909                     | 7       | 82        | 87        | 50         |
| 2001 | 690.428     | 800.000     | 86,3        | 107        | 73         | 34         | 6.452                     | 6       | 78        | 85        | 52         |
| 2002 | 677.678     | 752.976     | 90,0        | 106        | 72         | 34         | 6.393                     | 6       | 61        | 74        | 52         |
| 2003 | 677.678     | 752.976     | 90,0        | 111        | 77         | 34         | 6.105                     | 6       | 71        | 78        | 52         |
| 2004 | 677.678     | 752.976     | 90,0        | 113        | 79         | 34         | 5.997                     | 6       | 63        | 78        | 53         |
| 2010 | 717.000     | 797.000     | 90,0        | 138        | 90         | 48         | 5.195                     | 7       | 86        | 166       | 57         |
| 2014 | 745.000     | 860.000     | 86,6        | 121        | 87         | 34         | 6.157                     | 5       | 65        | 128       | 60         |
| 2017 | 886.700     | 986.800     | 89,9        | 129        | 91         | 38         | 6.873                     | 4       | 42        | 125       | 68         |
| 2020 | 914.100     | 1.017.300   | 89,9        | 99         | 85         | 14         | 9.233                     | 4       | 24        | 135       | 69         |
| 2022 | 930.630     | 1.035.690   | 89,9        | 112        | 80         | 32         | 8.309                     | 2       | 38        | 118       | 67         |